# 港上镇 (郯城县)
港上镇，是中华人民共和国山東省临沂市郯城县下辖的一个乡镇级行政单位。

## 行政区划
港上镇下辖以下地区：
港上五村、港上四村、港上三村、港上二村、港上一村、邵庄村、向阳村、珩头东村、珩头中村、珩头西村、姜庄村、朗里东村、朗里中村、朗里西村、王桥村、刘桥村、傅桥村、樊埝前村、樊埝后村、停庙村、颜湖村、蔡官庄村和徐圩子村。